# Accident (Maryland)
Pour les articles homonymes, voir Accident (homonymie).
La ville d’Accident (en anglais [ˈæk.sə.dɛnt]) est située dans le comté de Garrett, dans l’État du Maryland, aux États-Unis. Sa population s’élevait à 325 habitants lors du recensement de 2010, estimée à 314 habitants en 2017.

## Source
- (en) Cet article est partiellement ou en totalité issu de l’article de Wikipédia en anglais intitulé « Accident, Maryland » (voir la liste des auteurs).